# Flash Gordon Serial
Flash Gordon is een Amerikaanse sciencefiction-Serial film in 13 delen uit 1936 met Buster Crabbe als Flash Gordon, gebaseerd op de gelijknamige stripverhalen van Alex Raymond.

## Serie
Bij een serie bestaat de film uit opvolgende delen. Meestal zat op het einde van elke aflevering een cliffhanger. Na (meestal) een week werd dan een nieuw deel in de bioscoop uitgebracht.
De titels van de 13 delen van 'Flash Gordon' zijn:
1. The Planet of Peril
2. The Tunnel of Terror
3. Captured by the Shark Men
4. Battling the Sea Beast
5. The Destroying Ray
6. Flaming Torture
7. Shattering Doom
8. Tournament of Doom
9. Fighting the Fire Demon
10. The Unseen Peril
11. In the Claws of the Tigron
12. Trapped in the Turrett
13. Rocketing To Earth

Van de serie werd in hetzelfde jaar een televisiefilm van 72 minuten gemaakt. Daarop volgden 'Flash Gordon's Trip to Mars' in 1938 (15 delen) en 'Flash Gordon Conquers the Universe' in 1940 (12 delen). Daarna kwamen er nog een televisieserie (1954), een tekenfilmserie (1979) en een speelfilm (1980). Er zijn plannen voor een nieuwe speelfilm, die in 2008 zou moeten uitkomen.

## Verhaal
Een planeet dreigt in botsing met de Aarde te komen. Wetenschapper Dr. Zarkov hoopt het onheil af te wenden door met zijn nieuwe raket naar de onheilsplaneet te reizen. Sporter Flash Gordon en Dale Arden reizen mee. De planeet, die Mongo blijkt te heten, wordt geleid door de tirannieke keizer Ming. Het blijkt dat deze zelf zijn planeet op een ramkoers met Aarde heeft gebracht.

## Rolbezetting
Hoofdpersonages
| Acteur            | Personage         |
| ----------------- | ----------------- |
| Buster Crabbe     | Flash Gordon      |
| Jean Rogers       | Dale Arden        |
| Charles Middleton | Keizer Ming       |
| Priscilla Lawson  | Prinses Aura      |
| Frank Shannon     | Dr. Alexis Zarkov |
| Richard Alexander | Prins Barin       |